# دهستان پیشخان
دهستان پیشخان یکی از دهستان‌های بخش مرکزی شهرستان صومعه‌سرا در استان گیلان ایران است.

## جمعیت
جمعیت دهستان پیشخوان براساس سرشماری عمومی نفوس و مسکن در سال ۱۳۹۵ برابر با ۳،۷۷۳ نفر بوده‌است.